# Surfaktanty anionowe
Surfaktanty anionowe – organiczne związki chemiczne z grupy surfaktantów, które obok elementu lipofilowego zawierają fragment o charakterze anionu, np. grupę karboksylową, sulfonianową lub siarczanową.

## Przykłady

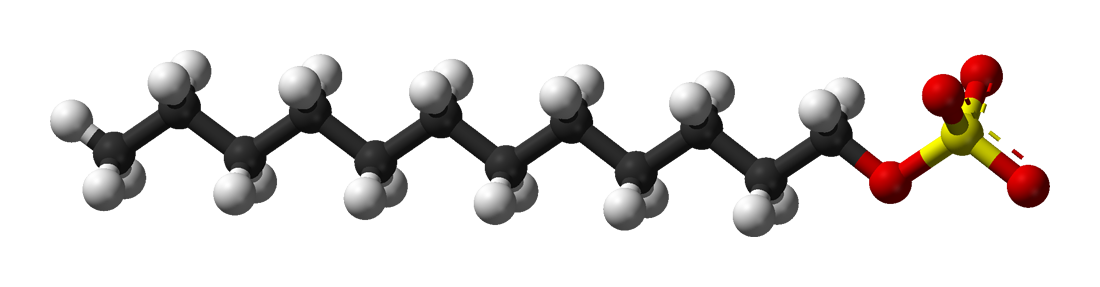
Model budowy anionu dodecylosiarczanowego.

Do surfaktantów anionowych należy dodecylosiarczan sodu (SDS), C12H25OSO3Na, z grupy alkilosiarczanów sodu (sole siarczanowe zawierające łańcuch alkilowy).
W wodzie SDS dysocjuje według następującej reakcji:
C12H25OSO3Na → C12H25OSO3− + Na+
Innym powszechnym surfaktantem anionowym jest dodekanian sodu, C11H23COONa, należący do alkilokarboksylanów sodu (na ogół sodowe sole kwasów tłuszczowych), nazywanych powszechnie mydłami. Tak jak SDS, związek ten dysocjuje w wodzie przy obojętnym pH na kation metalu alkalicznego oraz na naładowany ujemnie jon alkilokarboksylowy.
Surfaktanty anionowe charakteryzują się dobrą biodegradowalnością. Ze względu na prostotę otrzymywania, niski koszt, biodegradowalność i właściwości, surfaktanty anionowe są najczęściej stosowaną grupą surfaktantów.